# Moje współczesne
Moje współczesne (oryg. fr. Les Contemporaines) – cykl opowiadań Nicolasa Edme'a Restifa de La Bretonne, publikowanych w latach 1780–1785.
Restif de La Bretonne szczególnie interesował się współczesnym mu życiem towarzyskim i obyczajowym Paryża. Od czasu publikacji Pornografa oraz Wieśniaka zdeprawowanego fakt, iż zbierał on informacje o skandalach, przestępstwach i ekscesach erotycznych był powszechnie znany. W związku z tym docierały do niego informacje od wielu przypadkowych informatorów, co wzbogacało jego własne doświadczenia związane z życiem libertyńskim. Zbierane materiały wykorzystywał do tworzenia opowiadań o różnej objętości, które wydawał systematycznie, grupując je w zbiory. Łącznie do 1785 Restif de La Bretonne wydał 42 tomy Moich współczesnych, w których zawarł 272 dłuższe i 444 krótkie opowiadania.
Kolejne tomy Moich współczesnych osiągały ogromny sukces czytelniczy i finansowy; autor zarobił na publikacji dzieła 27 tys. liwrów. Dzieło stało się również przyczyną kilku procesów o zniesławienie, wytoczonych pisarzowi przez osoby, których losy opisał bez ich zgody w cyklu. Restif de La Bretonne zwykł bowiem przedstawiać losy autentycznych postaci pod ich prawdziwymi nazwiskami, a nawet publikować ich listy, jeśli zdołał do nich dotrzeć. Nie wahał się przy tym pisać o osobach znanych i wpływowych.
Sukces Moich współczesnych skłonił Restifa de La Bretonne do dalszego tworzenia cyklów opowiadań. W 1786 powstały Francuzki, czyli trzydzieści cztery przykłady współczesnych obyczajów, zaś w 1790 Paryżanki. Pisarz stale podkreślał przy tym, że obyczaje i skandale swoich czasów opisuje w celach dydaktycznych, chcąc potępić libertynizm i ukazać wywoływane przezeń zło moralne. Mimo tego współcześni oskarżyli Moje współczesne o nieobyczajność i maskowanie poprzez pełne pouczeń moralnych przedmowy literatury pornograficznej.